# Russula violaceoincarnata
Russula violaceoincarnata är en svampart som tillhör divisionen basidiesvampar, och som beskrevs av Knudsen och T. Borgen. Russula violaceoincarnata ingår i släktet kremlor, och familjen kremlor och riskor. Arten är reproducerande i Sverige.